# A Rantzau fivérek
A Rantzau fivérek (olasz nyelven I Rantzau) Pietro Mascagni egyik négyfelvonásos operája. Szövegkönyvét Guido Menasci és Giovanni Targioni-Tozzetti írták Emile Erckmann és Louis Gratien Alexandre Chatrian francia szerzőpáros 1882-ben megjelent Les deux frères című novellája alapján. Az ősbemutatóra 1892. november 10-én került sor a firenzei Teatro della Pergolában. Magyarországon még nem játszották.

## A mű keletkezésének története
Mascagni az elzászi szerzőpáros, Erckmann és Chatrian novelláját még tanulmányai idején olvasta és a Parasztbecsület bevált kettősét, a diákéveiben megismert, vele egyezően livornói születésű Targioni-Tozzettit és közös barátjukat, Menascit kérte fel a szövegkönyv megírására. A művet azonban hamar félretette, mivel időközben rátalált a Fritz barátunk történetére (szintén Erckmann és Chatrian műve), amely azonnal megtetszett neki, így inkább annak megzenésítésére összpontosított. A Fritz barátunk bemutatója után visszatért a Rantzau fivérek történetéhez. A partitúrát 1882 nyarán fejezte be. A bemutatóra a firenzei Teatro della Pergolában került sor november 10-én. A főszerepeket Mattia Battistini, Hariclea Darclée és Fernando de Lucia énekelték. A mű hatalmas sikernek örvendett, ennek ellenére hamar lekerült az operaházak repertoárjáról. Ennek oka valószínűleg abban keresendő, hogy a vallásos, szigorú erkölcsi elveket követő Olaszországban nehezen talált megértésre a mű cselekménye, az elsőfokú unokatestvérek szerelme, majd házassága.

## Szereplők
| Szereplő                              | Hangfekvés   |
| ------------------------------------- | ------------ |
| Gianni Rantzau, földbirtokos          | bariton      |
| Giacomo Rantzau, a falu polgármestere | tenor        |
| Fiorenzo, iskolamester                | bariton      |
| Giorgio, Giacomo fia                  | tenor        |
| Lebel, erdész                         | tenor        |
| Luisa, Gianni lánya                   | szoprán      |
| Giulia, Fiorenzo lánya                | mezzoszoprán |

## Cselekmény
- Helyszín: a Vogézek egy kis faluja (Franciaország)
- Idő: 1830

### Első felvonás
A két Rantzau testvér, Gianni és Giacomo haragban állnak egymással, a családi örökség elosztása kapcsán. Viszályuk okat, egy jelentős telek a falu határában, amelyet mindketten a magukénak tartanak, de végül Gianni kapja meg. A falu is megoszlik a kérdésben: a lakosság egyik fele Giannit, míg a másik Giacomót támogatja. A két testvér viaskodásának áldozatai a gyerekeik: Luisa, Gianni leánya, valamint Giorgio, Giacomo fia, akik szerelmesek egymásba.

### Második felvonás
Gianni az erdész fiához, Lebelhez akarja feleségül adni leányát, azzal a szándékkal, hogy sikerül majd meggyőznie és pártjára állítania a fivérével folytatott vitában. Giorgio is értesül erről a döntésről és, hogy szerelmét visszaszerezze, párbajra hívja ki Lebelt, akit le is győz.

### Harmadik felvonás
Luisa szomorúságában ágynak esik. Az apa nem tudja betegségének okát és csak később értesül az iskolamestertől a fiatalok szerelmi kapcsolatáról. Mivel a leány egyre rosszabb állapotba kerül, Gianni feladja büszkeségét, és a leány megmentése érdekében meglátogatja fivérét és kéri beleegyezését a fiatalok házasságába. Giacomo egy feltétellel hajlandó erre, ha Gianni elhagyja a vidéket és soha többé nem tér oda vissza.

### Negyedik felvonás
Luisa gyógyulás érdekében Gianni távozni készül a faluból. Ez azonban Giorgio fülébe jut, aki azonban hallani sem akar erről és fenyegetően az apja elé áll. A megszeppent Giacomo enged.  Előbb bosszúsan, csakhamar azonban felderülve lép fivéréhez, hogy átöleljék egymást.

## Híres áriák, kórusművek
- Vieni qui, stringiti qui sul mio petto - Luisa és Giorgio szerelmi kettőse (negyedik felvonás)
- Troppo a lungo ho taciuto - Giorgio románca (negyedik felvonás)